# Каримов, Тулкинжон Пайзиевич
Тулкинжон Пайзиевич Каримов (узб. Tulkinjon Payzievich Karimov; род. 10 мая 1968 года, Андижанская область, Узбекская ССР) — узбекский преподаватель и политик, с 2015 года депутат Законодательной палаты Олий Мажлиса Республики Узбекистан III созыва, затем и IV созыва, член Либерально-демократической партии Узбекистана.

## Биография
Родился 10 мая 1968 года в Андижанской области. В 1992 году окончил Ташкентский государственный университет, а в 1998 году Андижанский институт инженерии и экономики.
С 2015 года является депутатом Законодательной палаты Олий Мажлис Республики Узбекистан, а так же членом комитет по вопросам обороны и безопасности. В 2020 году его снова избрали в депутаты уже 4 созыва Олий Мажлиса.
С 11 сентября 2020 года член исполнительного комитета политического совета Либерально-демократической партии Узбекистана.

## Награды
В 2019 году указом президента Узбекистана награждена медалью «Содиқ хизматлари учун» (За верную службу).